# جيش الجهاد المقدس

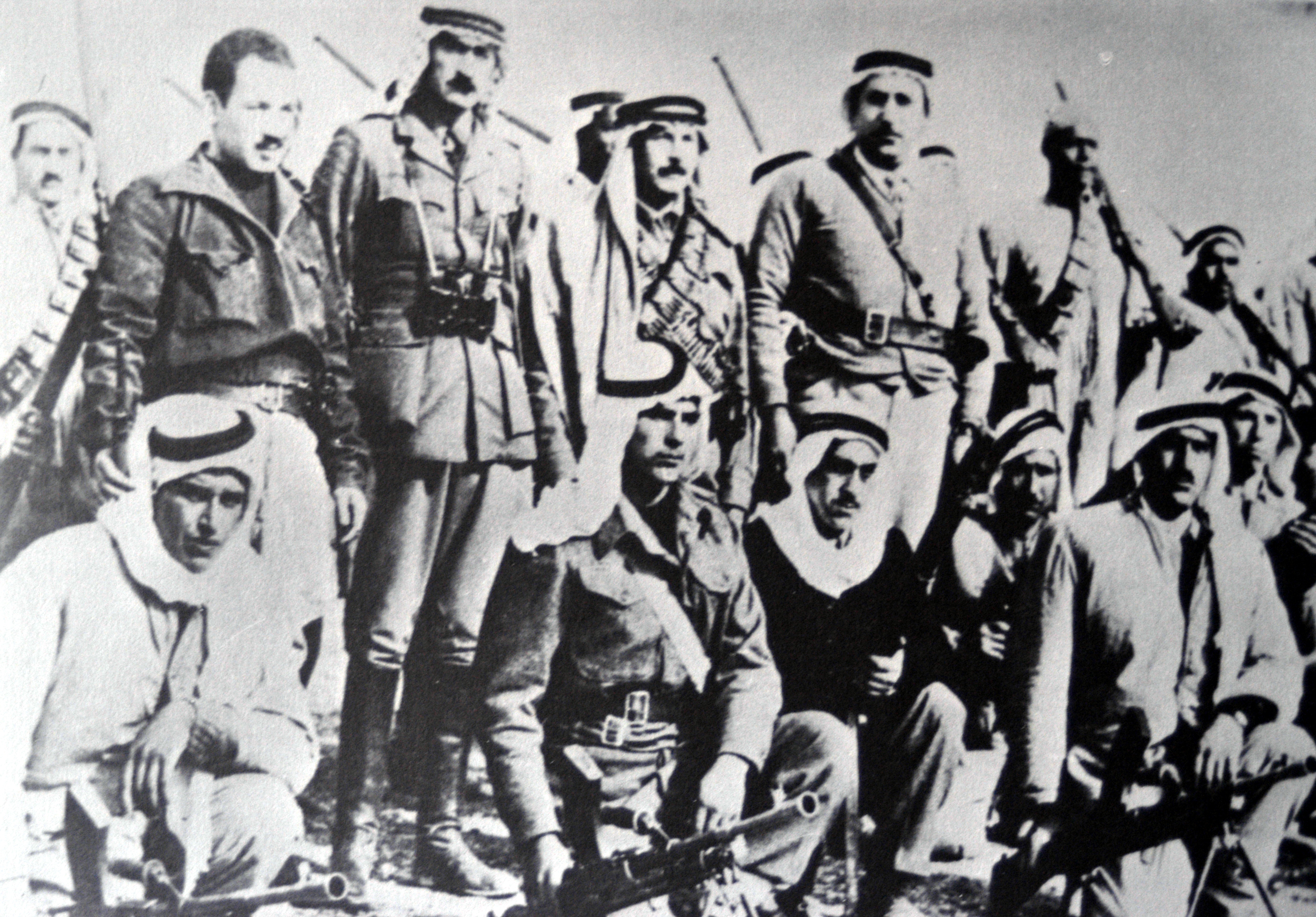
عبد القادر الحسيني، 1948

جيش الجهاد المقدّس، قوات نظامية فلسطينية تشكّلت في صوريف بين القدس والخليل، في 25 كانون الأول عام 1947، أي بعد صدور قرار تقسيم فلسطين بشهر، وتألّف من وحدات من قادة ومقاتلي الفصائل الفلسطينية المسلّحة التي اشتركت في الثورة 1936-1939، وانضمّ إليه عدد من المجاهدين العرب، وكان فيه عشرات من اكتسبوا خبرات عسكرية من خدمتهم ضمن قوّات الحلفاء في الجيش البريطانيّ في الحرب العالمية الثانية. خاض الجيش بقيادة عبد القادر الحسيني معارك ضدّ قوّات الاحتلال البريطانيّ والصهاينة في منطقة القدس.

## أعمال الجيش في حرب فلسطين
بدأ عبد القادر الحسيني، إعادة تنظيم صفوف الجيش في مدينة صوريف بين القدس والخليل، وعقب ذلك اجتماع في القدس، تم فيه الإعلان عن تشكيل قوات الجهاد المقدس، كقوة ضاربة لتحرير فلسطين والمحافظة على وحدة أراضيها والإبقاء على عروبتها، وتتبع هذه القوة الهئية العربية العليا لفلسطين. تشكلت القيادة من عبد القادر الحسيني رئيساً وكامل عريقات نائبا للرئيس، قاسم الريماوي أميناً للسر وحافظ بركات قائد لواء القدس ومفتشين للشؤون العسكرية والإدارية. عقب الإعلان عن إنشاء الجيش المقدّس انضمّ إليه، إبراهيم أبو ديّة من صوريف وجهز 25 مقاتل من نفس المدينة، وبهجت أبو غربية من القدس، وحسن سلامة من قرية قولة قضاء الرملة، ويحيى هواش من البروة وغيرهم. وتألّفت في ذات الوقت فرق أخرى تحمل الاسم ذاته في حيفا والناصرة وجنين وغيرها من المدن.
ونفقات هذه القوات كانت تدفعها الهيئة العربيّة العُليا، لكلّ الفرق إلّا الفرق المرابطة في بيت لحم، وكذلك كانت خاضعة لأوامر الهيئة العربيّة العُليا ولكنّها لم تحظ بدعم اللجنة العسكرية في دمشق. سدّدت الكثير من الضربات القاضية ضدّ العصابات الصهيونيّة منها أعمال نسف وتدمير في مدينة القدس في شارع هسوليل الذي نسف في 1 شباط/فبراير عام 1948 وكذلك شارع بن يهودا في 22 شباط/فبراير من ذات العام ودار الوكالة اليهوديّة 11 آذار ومعارك القطمون ومعارك الشيخ جرّاح وكفار عتصيون والقسطل.
معركة الخضر، في سنة الانطلاقة، فضلًا عن مهاجمة الانتداب البريطانيّ. وعن نشاط فرقة التدمير، بقيادة فوزي القطب، التي نسفت الجسور والعيارات وخطوط السكك الحديدية وبعض طرق المواصلات وعطلت خطوط الهاتف وأنبوب نفط العراق الواصل إلى حيفا. في عام 1937، استطاع جيش الجهاد المقدس أن يسيطر على الريف الفلسطيني وعلى الكثير من المدن الرئيسية، ومنها القدس القديمة، وفي العام التالي، خاض معركة كبيرة شملت احتلال مستوطنات يهودية ومراكز بريطانية.

## قيادة جيش الجهاد المقدس
بتاريخ 25 كانون أول 1947م، عقد عبد القادر الحسيني أول اجتماع ثم أعقبه عدة اجتماعات اسفرت عن تنظيم هيئة أركان حرب ومجلس قيادة للثورة الفلسطينية على النحو التالي:
- 1- عبد القادر الحسيني: قائدا عاما للجهاد المقدس
- 2- كامل عبد الرحمن عريقات: نائبا للقائد العام
- 3- الدكتور داود الحسيني: مفتشا عاما للشؤون الإدارية
- 4- قاسم الريماوي: أمينا للسر
- 5- ابراهيم أبو دية الغنيمات: لقيادة سرايا العمليات الحربية
- 6- مالك الحسيني: للمالية وآمر فصيل
- 7- صالح الريماوي: للتموين والإشراف على تسليح القدس
- 8- موسى أبو شيبان: آمر فصيل
- 9- فؤاد عريقات: آمر فصيل
- 10- عطا الله الحاج علي: آمر فصيل
- 11- فوزي القطب: قائد فرقة التدمير

وقد عُيِّن لكل قطاع، قائد يتلقى أوامره من القيادة ومن القادة البارزين، حسن سلامة وإبراهيم أبو دية، وسعيد السبع  قائد للجهاد المقدس في قلقيلية إضافة إلى عدد من الضباط السوريين والعراقيين واللبنانيين.
توزعت قوات الجهاد المقدس ما بين مجندين مقاتلين وهم الذين يقع عليهم عبء العمل الحادي اليومي، ومجندين مرابطين، وهم الموكلين حماية القرى، وفصيل التدمير، وفصيل الاغتيال المكلف متابعة العملاء والسماسرة والعناصر الإنكليزية التي تسهل الاستيطان الصهيوني وتعادي عروبة فلسطين.
بذلت قوات الجهاد المقدس جهوداً هائلة للحصول على الأسلحة، ومن ذلك أنها أرسلت بعثات لجمع الأسلحة المتخلفة عن معركة العلمين في الصحراء المصرية، وكذلك إلى ليبيا، لإصلاحها ووضعها بالاستعمال.
وعقدت صفقة تسلح مع المصانع التشيكية باسم الحكومة السورية، لكن الصهاينة أحبطوا هذه الصفقة.
مع اشتداد المعارك في فلسطين، أعيد تنظيم قوات الجهاد المقدس، وتوزيعها على سبع مناطق تغطي كل فلسطين.
تولّى قيادة منطقة القدس المجاهد عبد القادر الحسيني، الذي برع في تنظيم الدفاع عن القدس وفي شن الهجمات الموفقة على الصهاينة ومراكز البوليس البريطاني في المدينة.
وقد بلغ من شدة الضغط الذي مارسه على المستوطنين الصهاينة في أحياء القدس، أن خرج هؤلاء في مظاهرات يطالبون قادتهم بالاستسلام وبالاعتراف بفشل إقامة دولة يهودية في فلسطين. وقد خاض ببسالة منقطعة النظير معركة القسطل التي سقط فيها.
بعد مقتل الحسيني اجتمع قادة سرايا قوات الجهاد المقدس في القدس مجدداً وأسندت القيادة إلى المجاهد خالد الحسيني.

## جيش الإنقاذ وحكومة عموم فلسطين
اعتبرت حكومة عموم فلسطين التي تشكلت في غزة في أيلول 1948 جيش الجهاد المقدس نواة لتشكيل جيش فلسطيني فأصدرت سلسلة من القرارات والتعيينات منها قرارا بتعيين منير أبو فاضل مفتشا عاما وداود الحسيني مديرا عاما لإدارة الجيش وإمداداته، وخالد الفرخ مديرا للاستخبارات الحربية، ويحيى ياسين ونايف الآغا مسؤولين عن التجنيد في دمشق وفي بيروت، وتوجهت إلى الحكومة المصرية لتنظيم وجود قوات الجهاد المقدس في المنطقة الجنوبية. اصطدمت هذه الجهود بنوايا الملك عبد الله الأول ضم ما تبقُى فلسطين إلى إمارة شرق الأردن، فلم يعترف بهذه الحكومة، حاول الحد من حركتها وعمل جيش الجهاد المقدس في المناطق الواقعة تحت سيطرة قواته باعتباره الذراع العسكري لتلك الحكومة.

## حل جيش الجهاد المقدس
في 3 تشرين الأول 1948، وفور انتهاء أعمال المؤتمر الوطني الفلسطيني في غزة، تلقى الجنرال غلوب باشا أمرا كتابيا من وزير الدفاع الأردني يقضي بإخضاع كل القوات العاملة في المنطقة التي يسيطر عليها الفيلق العربي لأوامره، أو تسريحها. وكانت الذريعة لهذا الأمر أن قوات الجهاد المقدس بدأت تشن غارات على مراقبي الأمم المتحدة والقوات الإسرائيلية في مناطق وجود الجيش الأردني، وبخاصة في محيط القدس، من أجل توريطه في القتال، كما أصدر الملك عبد الله الأول أمرا بالقبض على منير أبو فاضل في بيت لحم، ولكن ذلك لم يتم لخضوع المدينة لسيطرة القوات المصرية التي وفرت الحماية للقوات الفلسطينية في مناطقها. نفذ الجنرال غلوب الأمر بصرامة، وتوزع مقاتلو الجيش البالغ عددهم 2464 على الوحدات النظامية العربية المرابطة في أماكن تواجدهم وفي كانون أول أصدرت السلطات الأردنية أمراً رسميا بحل قوات الجهاد المقدس، وفي منتصف ليلة 18 كانون الثاني 1949 حاصرت القوات الأردنية مقر قيادة الجهاد المقدس في بيرزيت واستولت على على سلاحها وعتادها واعتقلت الموجودين فيه.
لاحقا، وبعد توقف القتال، حلّ الجيش رسميا بقرار من الهيئة العربية العليا بتاريخ 15 أيار 1949.

## معرض صور

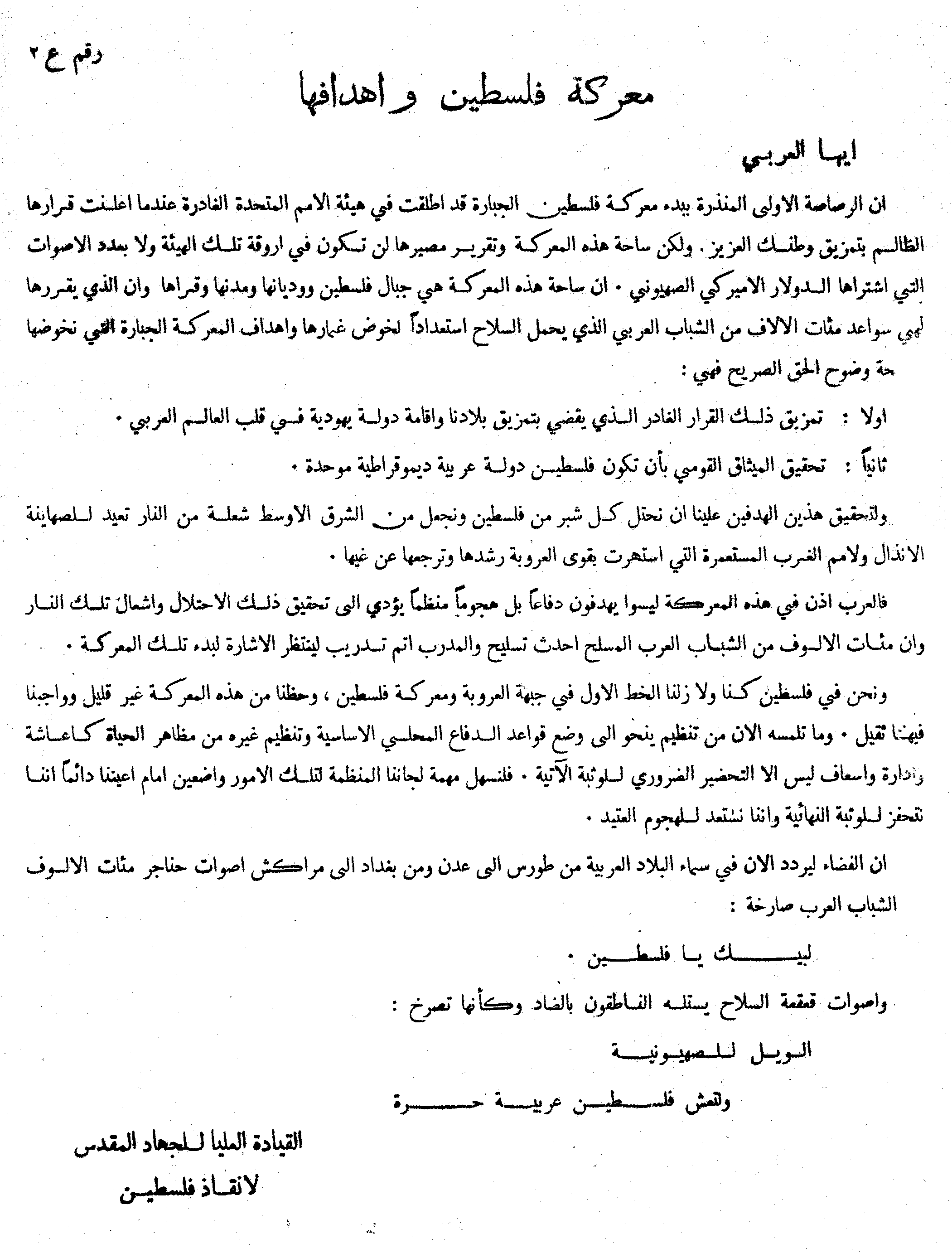
بيان تم توزيعه بعد قرار تقسيم الأمم المتحدة لفلسطين، أصدرته القيادة العليا للجهاد المقدس لإنقاذ فلسطين، وفيها دعوة للعرب للزحف نحو فلسطين؛ لتقليص قرار تقسيم الأمم المتحدة.
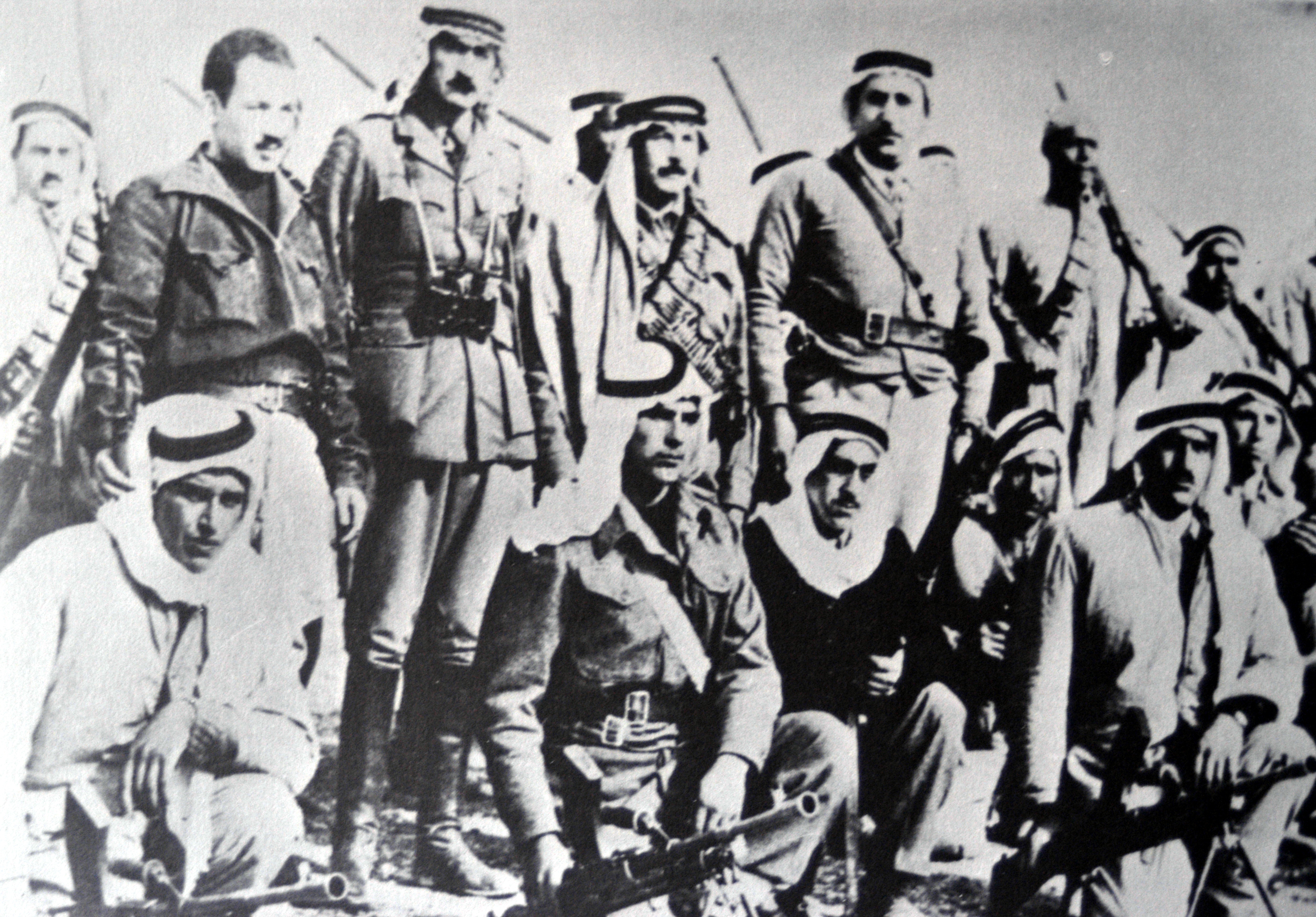
بعد عودة عبد القادر الحسيني إلى فلسطين بعد نفي دام عشر سنوات، بدأ بتنظيم المقاومة الفلسطينية. يتوسط الصورة مع مساعدين وثوار في منطقة القدس فبراير 1948.
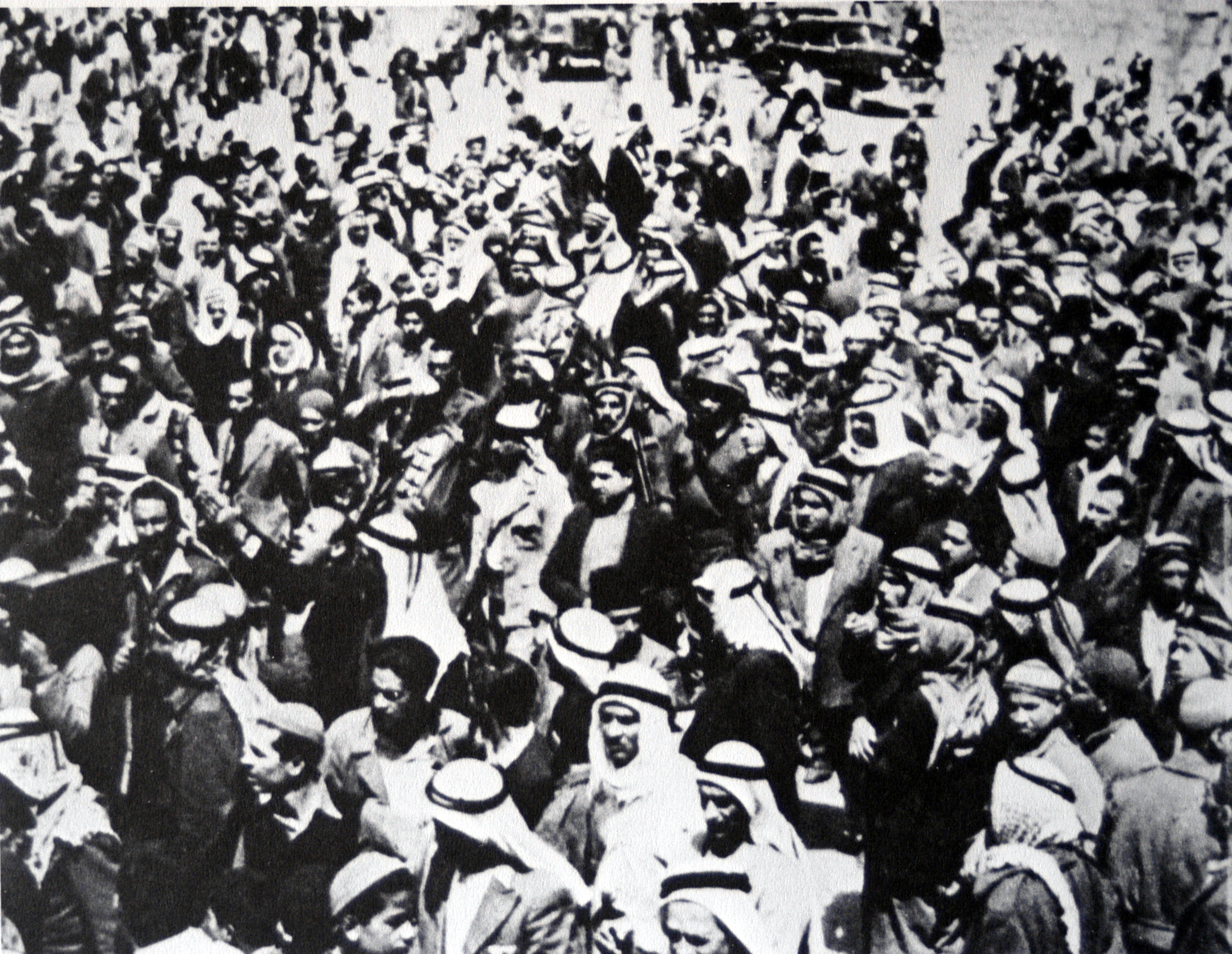
جنازة الشهيد عبد القادر الحسيني في المسجد الأقصى.